# Sáregres, Fejér
Sáregres  este un sat în districtul Sárbogárd, județul Fejér, Ungaria, având o populație de 759 de locuitori (2011). 

## Demografie
Componența etnică a satului Sáregres
     Maghiari (99,52%)
     Români (0,48%)
Componența confesională a satului Sáregres
     Reformați (36,5%)
     Romano-catolici (33,86%)
     Fără religie (5,67%)
     Necunoscută (22,53%)
     Alte religii (2,64%)
Conform recensământului din 2011, satul Sáregres avea 759 de locuitori. Din punct de vedere etnic, majoritatea locuitorilor (99,52%) erau maghiari. Nu există o religie majoritară, locuitorii fiind reformați (36,5%), romano-catolici (33,86%) și persoane fără religie (5,67%). Pentru 22,53% din locuitori nu este cunoscută apartenența confesională.